# Periplaneta diamesa
Periplaneta diamesa es una especie de cucaracha perteneciente al género Periplaneta, categorizada en la familia Blattidae, orden Blattodea.

Fue descrita por primera vez en 1954 por Bei-Bienko. Aparece registrada y publicada en una sección de Investigations on Blattoidea from southeast China. Trudy. Arbeiten zool. Inst. Ak. Nauk SSSR, 15, p. 5–26 de 1954.

## Distribución
La especie se distribuye por Asia, en China.